# Put the Needle on It
Put the Needle on It (Ponga la aguja sobre el mismo en español) es una canción dance-pop interpretada por la cantante australiana Dannii Minogue. La canción fue escrita por Minogue, Henrik Korpi, Johansson Mathias y Karen Poole para el cuarto disco de Minogue, Neon Nights (2003). Es el álbum de canción de apertura, y fue lanzado como segundo sencillo. El sencillo alcanzó el top veinte en numerosos países, y encabezó las listas en el Reino Unido, vendiendo más de 60.000 copias. En febrero de 2003, fue certificado Oro por la ARIA.
Recibió críticas mixtas de los críticos musicales, y su estilo musical era en comparación con la cantante de Estados Unidos Madonna. Su video musical, dirigido por Mikka Lomm, muestra a Minogue en un estudio rodeado de luces de neón de colores y centrifugado en una de tamaño humano tocadiscos.

## Antecedentes y escritura
En 2002, Minogue comenzó a escribir y grabar material con Henrik Korpi, Mathias Johansson y anterior colaborador de Karen Poole en Estocolmo, Suecia. Durante una de sus sesiones, que escribió Put the Needle on It, una canción sobre el sexo. Minogue estaba decidido a componer una canción de música de baile (inspirada en la música disco).

## Recepción de la crítica
Recibió críticas mixtas de los críticos de música contemporánea del pop. Cristin Leach de RTÉ Entertainment comparó el estilo de la canción a la cantante pop estadounidense Madonna, mientras que David Trueman de Amazon.com escribió que la canción "utiliza al final de la década de 1980 funky disco, con un enfoque contemporáneo que elimina el queso y disipa cualquier noción de que Minogue puede ser colgado de los faldones de su hermana mayor (Kylie Minogue). MusicOMH.com llama la pista de una "lenta pero inevitable productor", que "demuestra que esta canción puede competir la derecha en la cima de las listas".

## Video musical
Ofreció un futurístico video musical que fue dirigido por Miikka Lommi en 2002. El video comienza con un primer plano en una pantalla de televisión que sólo los labios de Minogue cantando los primeros versos de la canción. A, de tamaño humano tocadiscos grande y después se demuestra, rodeado de grandes pantallas de vídeo repitiendo la escena de apertura de la fuente. Minogue, que llevaba un vestido negro corto y un corte de pelo muy corto, entonces se muestra en una sala digital, rodeado de muchas luces y de vez en cuatro bailarines digital. La secuencia final del video muestra a la cantante en un vestido morado, haciendo girar en el tocadiscos gran marcha a principios del vídeo. Como concluye el video, todas las escenas se intercalan y se desvanecen poco a poco. Una versión remix del video musical también fue creado con el Jason Nevins "Editar Creación Club" de la canción. El video remix utiliza sólo las escenas de la cantante en la sala digital y dando vueltas en el tocadiscos, pero están dispuestos en un orden diferente que la forma en que aparecen en el vídeo original. El video musical fue lanzado comercialmente en The Hits & Beyond Edición especial compañero de DVD (2006) y Dannii Minogue: The Video Collection (2007).

## Cover
En 2010 la cantante turca Mercan lanzó una versión en turco llamado "Sana değil kardeşine".

## Rendimiento
Fue lanzado en el Reino Unido e Irlanda , el 4 de noviembre de 2002. Alcanzó el número siete en el UK Singles Chart y el número uno en el Club Chart Upfront, convirtiéndose en quinta canción de Minogue para hacerlo. A través de Europa, el tema realizado moderadamente bien, alcanzando los veinte primeros en el Países Bajos e Irlanda. También alcanzó el número 4 sobre los Irish Dance Charts.
En Australia, alcanzó el lugar número once en la lista de sencillos. En febrero de 2003, la canción fue certificada Oro por la Asociación de la Industria de Grabación de Australia. En el extremo de la tabla ARIA año para 2003, la canción alcanzó el número once en la lista de singles Dance y en el número dieciocho en el Australian Singles Top.